# بيوتي تورنر
بيوتي تورنر (بالإنجليزية: Beauty Turner)‏ هي صحفية أمريكية، ولدت في 23 أكتوبر 1957 في شيكاغو في الولايات المتحدة، وتوفيت في 18 ديسمبر 2008.